# Realismo clássico (relações internacionais)
O realismo clássico é uma escola de pensamento na teoria das relações internacionais associada com os pensadores Nicolau Maquiavel e Thomas Hobbes. Os pensadores modernos associados ao realismo clássico são Hans Morgenthau e Carl von Clausewitz.